# Národní archiv (Finsko)
Národní archiv (finsky Kansallisarkisto, švédsky Riksarkivet, v letech 1869–1994 Státní archiv, finsky Valtionarkisto) je národní archiv ve Finsku. Je zřizován jako státní organizace spravována Ministerstvem vzdělávání a kultury. Archiv má sídlo v Helsinkách, kde užívá tři budovy, od roku 2017 je do Národního archivu správně zařazeno sedm původně samostatných provinčních archivů (Hämeenlinna, Joensuu, Jyväskylä, Mikkeli, Oulu, Inari, Turu, Vaasa).
Archiv shromažďuje archiválie centrálních finských původců (a prostřednictvím bývalých provinčních archivů i provinční archiválie), které tvoří finské národní uvědomění. Ve Finsku také funguje jako heraldická autorita a autorita přes udělování vlajek jachtových klubů a armádních jednotek.
Archiv vznikl roku 1816 jako součást finského senátu, od roku 1890 využívá současnou hlavní budovu. Organizačně se osamostatnil roku 1939.

## Charakteristika fondů a umístění
- Hlavní část archivu je v Helsinkách umístěn na ulici Rauhankatu. Jsou zde fondy centrálních organizací, též osobních archivů osob finské kultury. Zde je také chována nejstarší písemnost archivu, listina krále Birgera z roku 1316. Budova zajišťuje prostor pro zákaznický servis.
- V ulici Hallituskatu se nachází fondy ministerstev (krom zahraničí, obrany a úřadu premiéra). Nachází se zde badatelna.
- V ulici Siltavuori se nachází méně využívané materiály. Jedná se o budovu dříve samostatného Vojenského archivu, který byl podle smlouvy z roku 2007 začleněn od roku 2008 do Národního archivu. Je zde centrum pro digitalizaci a neprobíhá zde badatelský provoz.
- Sedm regionálních poboček shraňuje materiály od regionálních původců. Zvláštní význam má pobočka v Jyväskylä, kde je shromážděno velké množství materiálů ke vzdělávání, fondy škol, také rozsáhlý archiv mikrofilmů historické fakulty tamější univerzity. Sedmý, nejmladší archiv (vznikl teprve roku 2012), je Sámský archiv v Inari zaměřující se na domorodé Sámy finského Laponska.

## Ředitelé
Od roku 1880 do roku 1992 náležel řediteli titul státní archivář (valtionarkistonhoitajan). Od roku 1992 vede archiv generální ředitel (pääjohtajan), kterému je ovšem titul státní archivář udělován jako čestný. V letech 1949–1992 získával státní archivář též titul profesor.
- K. A. Bomansson (1880–1883)
- Reinhold Hausen (1883–1916)
- Leo Harmaja (1917)
- J. W. Ruuth (1917–1926)
- Kaarlo Blomstedt (1926–1949)
- Yrjö Nurmio (1949–1967)
- Martti Kerkkonen (1967–1970)
- Tuomo Polvinen (1970–1974)
- Toivo J. Paloposki (1974–1987)
- Veikko Litzen (1987–1996)
- Kari Tarkiainen (1996–2003)
- Jussi Nuorteva (2003–2022)
- Päivi Happonen (2022–)